# 詹姆士·阮
詹姆斯·阮（英語：James Nguyen，1966年9月1日—），越南导演，曾执导2010年发行的浪漫恐怖片《Birdemic：震惊与恐怖》及2013年发行的续集《Birdemic 2：复活》。

## 生活和事业
阮出生在越南岘港市，他和他的家人曾于越南战争期间西贡陷落前夕逃离了越南。阮从未接受过任何正式的制片训练，而是看着阿尔弗雷德·希区柯克执导的电影长大，其中包括1958年的《迷魂記》和1963年的《鸟》。后阮去到了硅谷做软件推销员，他第一次拿起相机是在1999年。
2003年，阮执导小成本爱情电影《朱莉和杰克》。2005年，阮执导的科幻惊悚副本，最终没有发行，他归咎于昂贵的情节串联，因此影响了制作决策。阮的成名作是其在2010年执导的电影《Birdemic：震惊和恐怖》。他是受到启发后，到美国加利福尼亚州半月湾一边度假一边为这部电影编写剧本，而后在周边地区大量取景并拍摄了一些场景。拍摄电影的10,000美金预算由他自己的收入填补。阮利用从电影《鸟》获得的灵感编导了电影《Birdemic：震惊和恐怖》。
自从Birdemic发行以来，就经常被列为有史以来最糟糕的电影之一。2012年2月，阮开始制作电影的续集，并命名为《Birdemic 2：复活》。这部电影在2013年发行后打破了既有形象。

## 作品年表

### 作为导演
- 茱莉和杰克（2003）
- 副本（2005，未发行）
- 《Birdemic：震惊和恐怖》(2010)
- 《Birdemic 2：复活》(2013)
- 《Birdemic 3：海鷹》（2022）